# 婚姻故事
《婚姻故事》（英語：Marriage Story）是一部2019年美國和英國合拍的喜劇劇情片，由諾亞·波拜克執導兼編劇並與大衛·海曼共同監製，劇情靈感來自編導諾亞·波拜克的自身經歷。故事描述一對夫妻決定離婚，原想好聚好散的他們卻為了爭取兒子的監護權陷入掙扎。主演包括史嘉蕾·喬韓森、亞當·崔佛、蘿拉·鄧恩、亞倫·艾達、雷·李歐塔、茱莉·哈格提和梅里特·韦弗。
電影獲第77屆金球獎共六項提名，為該屆入圍件數最多的作品，入圍獎項包含最佳劇情電影、最佳編劇、最佳劇情類電影男主角、最佳劇情類電影女主角、最佳電影女配角以及最佳電影配樂，蘿拉·鄧恩最终获得最佳電影女配角。

## 劇情
查理·巴柏（亞當·崔佛飾）是一名紐約的劇院導演，妮可（史嘉蕾·喬韓森飾）原先是一名知名電視演員，原有大好前程的她，在與查理一見鐘情後毅然決然加入查理的劇團《Exit Ghost》擔任女主演，成為了查理舞台上及舞台下的最佳女主角。多年過去，妮可漸漸感受到自己的渺小與不被重視，忍無可忍的她終於提出分居，為了調解婚姻問題，查理和妮可一起尋求調解員的諮詢，調解員建議他們各自寫下自己對彼此的喜愛，但妮可不好意思大聲朗讀她的內容，結果他們決定放棄諮詢。
當妮可在洛杉磯的電視試播劇集中擔任主角時，她決定離開公司，帶著兒子亨利暫時與母親住在西好萊塢。查理則顧及戲劇將在百老匯開演決定留在紐約。儘管查理和妮可同意好聚好散、不聘用律師介入這段婚姻調節，妮可仍經由朋友的介紹，聘請專攻家庭案件的律師諾拉·範肖，並向她透露她在婚姻期間如何逐漸感到被查理忽視、拒絕她的想法和願望，甚至在會談期間還暗示查理和他的劇院公司的舞台經理瑪麗安有過肉體關係。後查理去西好萊塢探望妮可和他的家人，同時宣布自己獲得麥克阿瑟獎的喜悅，但妮可卻同時和家人宣布了兩人離婚的事情，查理大為不滿，後來他會見一名傲慢且收費高昂的男性律師傑·馬洛塔，傑律師建議查理極盡所能在婚姻官司中進行鬥爭，但查理沒有僱聘他，獨自返回紐約，回到家後卻接到諾拉打來的電話，警告查理最好盡快找律師，否則就有失去亨利監護權的風險。查理決定前往洛杉磯，選擇委任富有同情心且主張採取文明與和解方式解決問題的退休家庭律師伯特·斯皮茨（Bert Spitz）。
後來亨利向查理透露，妮可希望住在洛杉磯，而不是搬回紐約，這使得困惑的查理感到生氣，憤怒地打電話質問妮可，妮可在電話通話中坦承自己偷偷登入了查理的電子郵件，並發現查理曾經在婚姻期間與瑪麗安發生婚外情的事情。後來查理接受伯特律師的建議，在洛杉磯租了一套公寓，以便照顧家人和處理他的監護權案件。有鑑於查理希望不要出庭，伯特律師安排和諾拉律師及妮可會面。諾拉律師在會談中稱查理拒絕妮可想要搬回洛杉磯的願望，而且亨利相較於在父母間來回搭機會面的生活，更願意和他的母親住在一起。伯特律師建議查理為了孩子的狀況著想，完全放棄紐約居住權，但是沮喪的查理拒絕並解除和伯特律師的委託關係。
查理用他此前獲得的獎金，回心轉意改任用傑律師協助辯護，雙方出席法庭針對這段離婚官司進行議論，諾拉和傑為了妮可和查理激烈爭論，在訴訟攻防中造成一系列人格誹謗：諾拉律師強調查理在婚姻期間和妮可疏遠，且有出軌行徑；傑律師則誇大了妮可的酗酒習慣，還威脅要對妮可偷偷調查查理電子郵件一事採取刑事行動。與此同時，妮可和查理在法庭外陪伴亨利，但亨利對父母之間反覆不斷的爭執越來越惱怒。妮可和查理由於對法律程序感到失望，兩人決定私下會面嘗試和平相談，未料事情進展完全背離兩者的初衷，談話內容從起初的友好討論變得富攻擊性情緒。妮可聲稱查理現在已經完全被自私沖昏頭，查理出於衝動更說出自己每天醒來就是希望妮可去死的想法，但隨即後悔並向妮可道歉。兩人看著亨利，意識到這場婚姻之爭的最大受害者原來是自己的孩子，最後查理和妮可同意放寬要求，達成平等協議以完成離婚程序。
離婚一年後，查理和妮可各有發展，查理的戲劇在百老匯大獲成功，妮可照顧亨利，在另擁新歡之餘，因執導她的電視劇集而獲得艾美獎提名。某天查理向妮可透露自己已經在加州大學洛杉磯分校取得住院醫師資格，將全職住在洛杉磯，以便離近距離和亨利互動。後來在一次會面中，查理發現亨利正在閱讀妮可此前在諮商期間寫下的她喜歡查理的事情，應亨利的要求大聲朗讀給他聽，妮可則遠遠的看著這樣的場景。那天晚上的萬聖節派對結束後，妮可對查理說，今晚雖然約定原先是由她陪伴亨利，但是她願意讓查理帶亨利回家，查理高興地同意，帶著亨利走向自己的車。

## 演員
- 史嘉蕾·喬韓森飾演妮可·貝柏（Nicole Barber）
- 亞當·崔佛飾演查理·貝柏（Charlie Barber）
- 蘿拉·鄧恩飾演諾拉·范沙（Nora Fanshaw）
- 亞倫·艾達飾演畢特
- 雷·李歐塔飾演傑（Jay）
- 阿茲·羅伯森（Azhy Robertson）飾演亨利（Henry）
- 梅里特·韦弗飾演凱西（Cassie）
- 茱莉·哈格提（英语：Julie Hagerty）飾演珊卓拉（Sandra）

## 製作與發行
該專案於2017年11月宣布，演員們也於當月加入，本劇採取先選角再撰寫劇本的模式製作，主要拍攝於隔年1月至4月在洛杉磯和紐約市進行。拍攝期間女主演史嘉蕾·喬韓森於現實生活中正好為了爭取女兒的監護權在經歷一場離婚官司。
《婚姻故事》最先於2019年8月29日在第76屆威尼斯影展上舉行全球首映。並也於2019年9月8日在多倫多國際影展上放映，以及於2019年10月4日和6日分別在紐約影展及倫敦影展上展映。該片於2019年11月6日在北美部分戲院進行有限上映，後於2019年12月6日在Netflix上發行。2020年1月，片方宣布《婚姻故事》将于2020年2月28日在中国大陆上映，成为少数引进中国大陆的Netflix电影。

## 迴響

### 票房
儘管Netflix並未公開披露其電影的戲劇票房收入，但IndieWire估計，《婚姻故事》在首映週從五個劇院上獲得約16萬美元的票房（前五天的總收入為20萬美元）。該網站寫道：「通常這些（估計的）數字會令人失望，但鑑於有限的影院與座位，以及意識到一個月後即將於串流媒體上架，這對於Netflix來說已經足夠了。」 隔週於16家影院上映，票房估計為14萬美元， 第三周從85家影院中獲得34萬美元票房。 在發行後的第四週增加到130家影院，該電影獲得36萬美元的收入，為期一個月的總票房為120萬美元。 接下來的一週，儘管該電影在周五開始於串流媒體Netflix上發行，但該電影仍在120家影院中賺入約30萬美元。
截至2019年12月8日, 《婚姻故事》在北美地區的票房估計為130萬美元，在其他地區的票房為117,499美元，全球票房總計為140萬美元。

### 評價與反響
爛番茄根據266條評論，有96％的評論家對該電影給予正面評價，平均評分為8.9 / 10。該網站的評價共識是：「《婚姻故事》以充滿同情心與寬容的態度觀察婚姻的破裂，躋身編導諾亞·波拜克的最佳作品之列。」 Metacritic根據51位影評人對這部電影的加權平均分（滿分為100分）達到94分，表示該影片獲得了「普遍讚譽」。
電影評論家歐文·格里伯曼（Owen Gleiberman）寫道：「有趣、辛辣且激動人心，圍繞在兩場大膽、激烈到令人驚豔並充滿人性的的表演中，這是一流電影藝術家的作品，他展示了他能捕捉人生中所有情緒的細節與其複雜性，並在此過程中對我們的現今社會發出尖銳的聲明。 TheWrap的阿隆索·杜拉爾德（Alonso Duralde）對其表演和諾亞·波拜克的劇本表示讚賞，他說：「想知道諾亞·波拜克在剪去的片段中是否參考了《克拉瑪對克拉瑪》或《儷人行》，但無論如何，《婚姻故事》都是一部值得被注意的電影。它是不凡的、不可缺少的，且註定在頒獎期間過後被記得很長一段時間。」
斯蒂芬妮·扎沙雷克（Stephanie Zacharek）在《時代週刊》中列出的2019年度最佳表演清單中，亞當·崔佛排行第三。。2022年8月，《IndieWire》列出40部最佳悲傷電影名冊裡，本片榜上有名。

## 軼事
導演諾亞·波拜克曾戲言整部影片只是為了主演亞當·崔佛的獨唱表演鋪墊。

## 榮譽
| 獎項                         | 日期           | 類別                 | 提名人                  | 結果 | 參考          |
| ---------------------------- | -------------- | -------------------- | ----------------------- | ---- | ------------- |
| 美國退休人員協會成年人電影獎 | 2020年1月11日  | 最佳影片             | 《婚姻故事》            | 提名 | [ 23 ]        |
| 美國退休人員協會成年人電影獎 | 2020年1月11日  | 最佳女配角           | 蘿拉·鄧恩               | 獲獎 | [ 23 ]        |
| 美國退休人員協會成年人電影獎 | 2020年1月11日  | 最佳導演             | 諾亞·波拜克             | 提名 | [ 23 ]        |
| 美國退休人員協會成年人電影獎 | 2020年1月11日  | 最佳編劇             | 諾亞·波拜克             | 獲獎 | [ 23 ]        |
| 美國退休人員協會成年人電影獎 | 2020年1月11日  | 觀眾票選最佳影片     | 《婚姻故事》            | 提名 | [ 23 ]        |
| 美國電影學會                 | 2019年12月4日  | 10大電影             | 《婚姻故事》            | 獲獎 | [ 24 ]        |
| 英國獨立電影獎               | 2019年12月1日  | 最佳國際電影獎       | 《婚姻故事》            | 提名 | [ 25 ]        |
| 底特律影評人協會             | 2019年12月9日  | 最佳影片             | 《婚姻故事》            | 提名 | [ 26 ]        |
| 底特律影評人協會             | 2019年12月9日  | 最佳導演             | 諾亞·波拜克             | 提名 | [ 26 ]        |
| 底特律影評人協會             | 2019年12月9日  | 最佳男主角           | 亞當·崔佛               | 獲獎 | [ 26 ]        |
| 底特律影評人協會             | 2019年12月9日  | 最佳女主角           | 史嘉蕾·喬韓森           | 獲獎 | [ 26 ]        |
| 底特律影評人協會             | 2019年12月9日  | 最佳女配角           | 蘿拉·鄧恩               | 獲獎 | [ 26 ]        |
| 底特律影評人協會             | 2019年12月9日  | 最佳編劇             | 諾亞·波拜克             | 獲獎 | [ 26 ]        |
| 金球獎                       | 2020年1月5日   | 最佳編劇             | 諾亞·波拜克             | 提名 | [ 27 ]        |
| 金球獎                       | 2020年1月5日   | 最佳劇情類電影男主角 | 亞當·崔佛               | 提名 | [ 27 ]        |
| 金球獎                       | 2020年1月5日   | 最佳劇情類電影女主角 | 史嘉蕾·喬韓森           | 提名 | [ 27 ]        |
| 金球獎                       | 2020年1月5日   | 最佳電影女配角       | 蘿拉·鄧恩               | 獲獎 | [ 27 ]        |
| 金球獎                       | 2020年1月5日   | 最佳電影配樂         | 蘭迪·紐曼               | 提名 | [ 27 ]        |
| 金球獎                       | 2020年1月5日   | 最佳劇情電影         | 《婚姻故事》            | 提名 | [ 27 ]        |
| 哥譚獨立電影獎               | 2019年12月2日  | 最佳影片             | 《婚姻故事》            | 獲獎 | [ 28 ]        |
| 哥譚獨立電影獎               | 2019年12月2日  | 最佳男主角           | 亞當·崔佛               | 獲獎 | [ 28 ]        |
| 哥譚獨立電影獎               | 2019年12月2日  | 最佳編劇             | 諾亞·波拜克             | 獲獎 | [ 28 ]        |
| 好萊塢影評人協會獎           | 2020年1月9日   | 最佳影片             | 《婚姻故事》            | 提名 | [ 29 ]        |
| 好萊塢影評人協會獎           | 2020年1月9日   | 最佳男導演           | 諾亞·波拜克             | 獲獎 | [ 29 ]        |
| 好萊塢影評人協會獎           | 2020年1月9日   | 最佳原創劇本         | 諾亞·波拜克             | 提名 | [ 29 ]        |
| 好萊塢影評人協會獎           | 2020年1月9日   | 最佳男主角           | 亞當·崔佛               | 提名 | [ 29 ]        |
| 好萊塢影評人協會獎           | 2020年1月9日   | 最佳女主角           | 史嘉蕾·喬韓森           | 提名 | [ 29 ]        |
| 好萊塢影評人協會獎           | 2020年1月9日   | 最佳女配角           | 蘿拉·鄧恩               | 提名 | [ 29 ]        |
| 好萊塢電影獎                 | 2019年11月3日  | 好萊塢女配角獎       | 蘿拉·鄧恩               | 獲獎 | [ 30 ]        |
| 好萊塢電影獎                 | 2019年11月3日  | 好萊塢電影作曲家獎   | 蘭迪·紐曼               | 獲獎 | [ 30 ]        |
| 好萊塢音樂媒體獎             | 2019年11月20日 | 最佳電影原創音樂     | 蘭迪·紐曼               | 提名 | [ 31 ]        |
| 好萊塢音樂媒體獎             | 2019年11月20日 | 最佳電影音樂監督     | George Drakoulias       | 提名 | [ 31 ]        |
| 第45屆洛杉磯電影評論家協會獎 | 2020年1月      | 最佳編劇             | 諾亞·波拜克             | 獲獎 | [ 32 ]        |
| 電影獨立精神獎               | 2020年2月8日   | 最佳影片             | 大衛·海曼 諾亞·波拜克   | 提名 | [ 33 ]        |
| 電影獨立精神獎               | 2020年2月8日   | 最佳編劇             | 諾亞·波拜克             | 獲獎 | [ 33 ]        |
| 電影獨立精神獎               | 2020年2月8日   | 羅伯特・奧特曼獎     | 《婚姻故事》演員群      | 獲獎 | [ 33 ]        |
| 奧斯卡金像獎                 | 2020年2月9日   | 最佳影片             | 大衛·海曼 諾亞·波拜克   | 提名 | [ 34 ]        |
| 奧斯卡金像獎                 | 2020年2月9日   | 最佳男主角           | 亞當·崔佛               | 提名 | [ 34 ]        |
| 奧斯卡金像獎                 | 2020年2月9日   | 最佳女主角           | 史嘉蕾·喬韓森           | 提名 | [ 34 ]        |
| 奧斯卡金像獎                 | 2020年2月9日   | 最佳女配角           | 蘿拉·鄧恩               | 獲獎 | [ 34 ]        |
| 奧斯卡金像獎                 | 2020年2月9日   | 最佳原創劇本         | 諾亞·波拜克             | 提名 | [ 34 ]        |
| 奧斯卡金像獎                 | 2020年2月9日   | 最佳原創音樂         | 蘭迪·紐曼               | 提名 | [ 34 ]        |
| 紐約影評人協會               | 2019年12月4日  | 最佳女配角           | 蘿拉·鄧恩               | 提名 |               |
| 紐約線上影評人協會           | 2019年12月7日  | 最佳女配角           | 蘿拉·鄧恩               | 獲獎 | [ 35 ]        |
| 聖塔芭芭拉國際電影節         | 2020年1月17日  | 年度傑出表演者獎     | 亞當·崔佛 史嘉蕾·喬韓森 | 獲獎 | [ 36 ]        |
| 聖地牙哥影評人協會           | 2019年12月9日  | 最佳影片             | 《婚姻故事》            | 亞軍 | [ 37 ] [ 38 ] |
| 聖地牙哥影評人協會           | 2019年12月9日  | 最佳導演             | 諾亞·波拜克             | 亞軍 | [ 37 ] [ 38 ] |
| 聖地牙哥影評人協會           | 2019年12月9日  | 最佳男主角           | 亞當·崔佛               | 獲獎 | [ 37 ] [ 38 ] |
| 聖地牙哥影評人協會           | 2019年12月9日  | 最佳女主角           | 史嘉蕾·喬韓森           | 提名 | [ 37 ] [ 38 ] |
| 聖地牙哥影評人協會           | 2019年12月9日  | 最佳女配角           | 蘿拉·鄧恩               | 亞軍 | [ 37 ] [ 38 ] |
| 聖地牙哥影評人協會           | 2019年12月9日  | 最佳原創劇本         | 諾亞·波拜克             | 獲獎 | [ 37 ] [ 38 ] |
| 聖地牙哥影評人協會           | 2019年12月9日  | 最佳剪輯             | Jennifer Lame           | 提名 | [ 37 ] [ 38 ] |
| 聖地牙哥影評人協會           | 2019年12月9日  | 最佳群體演出         | 《婚姻故事》            | 提名 | [ 37 ] [ 38 ] |
| 聖地亞哥國際電影節           | 2019年11月4日  | 觀眾選擇影片獎       | 《婚姻故事》            | 獲獎 | [ 39 ] [ 40 ] |
| 衛星獎                       | 2020年2月7日   | 最佳劇情電影         | 《婚姻故事》            | 提名 | [ 41 ]        |
| 衛星獎                       | 2020年2月7日   | 最佳導演             | 諾亞·波拜克             | 提名 | [ 41 ]        |
| 衛星獎                       | 2020年2月7日   | 最佳原創劇本         | 諾亞·波拜克             | 獲獎 | [ 41 ]        |
| 衛星獎                       | 2020年2月7日   | 最佳劇情電影類男主角 | 亞當·崔佛               | 提名 | [ 41 ]        |
| 衛星獎                       | 2020年2月7日   | 最佳劇情電影類女主角 | 史嘉蕾·喬韓森           | 獲獎 | [ 41 ]        |
| 衛星獎                       | 2020年2月7日   | 最佳劇情電影類女配角 | 蘿拉·鄧恩               | 提名 | [ 41 ]        |
| 衛星獎                       | 2020年2月7日   | 最佳原創配樂         | 蘭迪·紐曼               | 提名 | [ 41 ]        |
| 衛星獎                       | 2020年2月7日   | 最佳電影剪輯         | Jennifer Lame           | 提名 | [ 41 ]        |
| 多倫多影評人協會             | 2019年12月8日  | 最佳男主角           | 亞當·崔佛               | 獲獎 |               |
| 多倫多影評人協會             | 2019年12月8日  | 最佳女配角           | 蘿拉·鄧恩               | 獲獎 |               |
| 多倫多國際影展               | 2019年9月15日  | 觀眾票選獎           | 《婚姻故事》            | 亞軍 |               |
| 華盛頓特區影評人協會         | 2019年12月8日  | 最佳影片             | 《婚姻故事》            | 提名 | [ 42 ]        |
| 華盛頓特區影評人協會         | 2019年12月8日  | 最佳男主角           | 亞當·崔佛               | 獲獎 | [ 42 ]        |
| 華盛頓特區影評人協會         | 2019年12月8日  | 最佳女主角           | 史嘉蕾·喬韓森           | 提名 | [ 42 ]        |
| 華盛頓特區影評人協會         | 2019年12月8日  | 最佳女配角           | 蘿拉·鄧恩               | 提名 | [ 42 ]        |
| 華盛頓特區影評人協會         | 2019年12月8日  | 最佳原創劇本         | 諾亞·波拜克             | 獲獎 | [ 42 ]        |
| 華盛頓特區影評人協會         | 2019年12月8日  | 最佳原創配樂         | 蘭迪·紐曼               | 提名 | [ 42 ]        |
| 美國演員工會獎               | 2020年1月19日  | 最佳男主角           | 亞當·崔佛               | 提名 | [ 43 ]        |
| 美國演員工會獎               | 2020年1月19日  | 最佳女主角           | 史嘉蕾·喬韓森           | 提名 | [ 43 ]        |
| 美國演員工會獎               | 2020年1月19日  | 最佳女配角           | 蘿拉·鄧恩               | 獲獎 | [ 43 ]        |

## 外部連結
- 互联网电影数据库（IMDb）上《婚姻故事》的资料（英文）